# Wayne (Illinois)
Wayne – wieś w Stanach Zjednoczonych, w stanie Illinois, w hrabstwie Kane.